# Urvànovo
Urvànovo (en rus: Урваново) és un poble de l'óblast de Vladímir, a Rússia, segons el cens del 2010 tenia 394 habitants. Pertany al districte municipal de Mélenki.